# Дмитриевка (Шебекинский район)
Дми́триевка — село в Шебекинском районе Белгородской области России, входит в состав Купинского сельского поселения.

Расположено на правом берегу реки Короча. Рядом находится крупное городище салтово-маяцкой культуры.

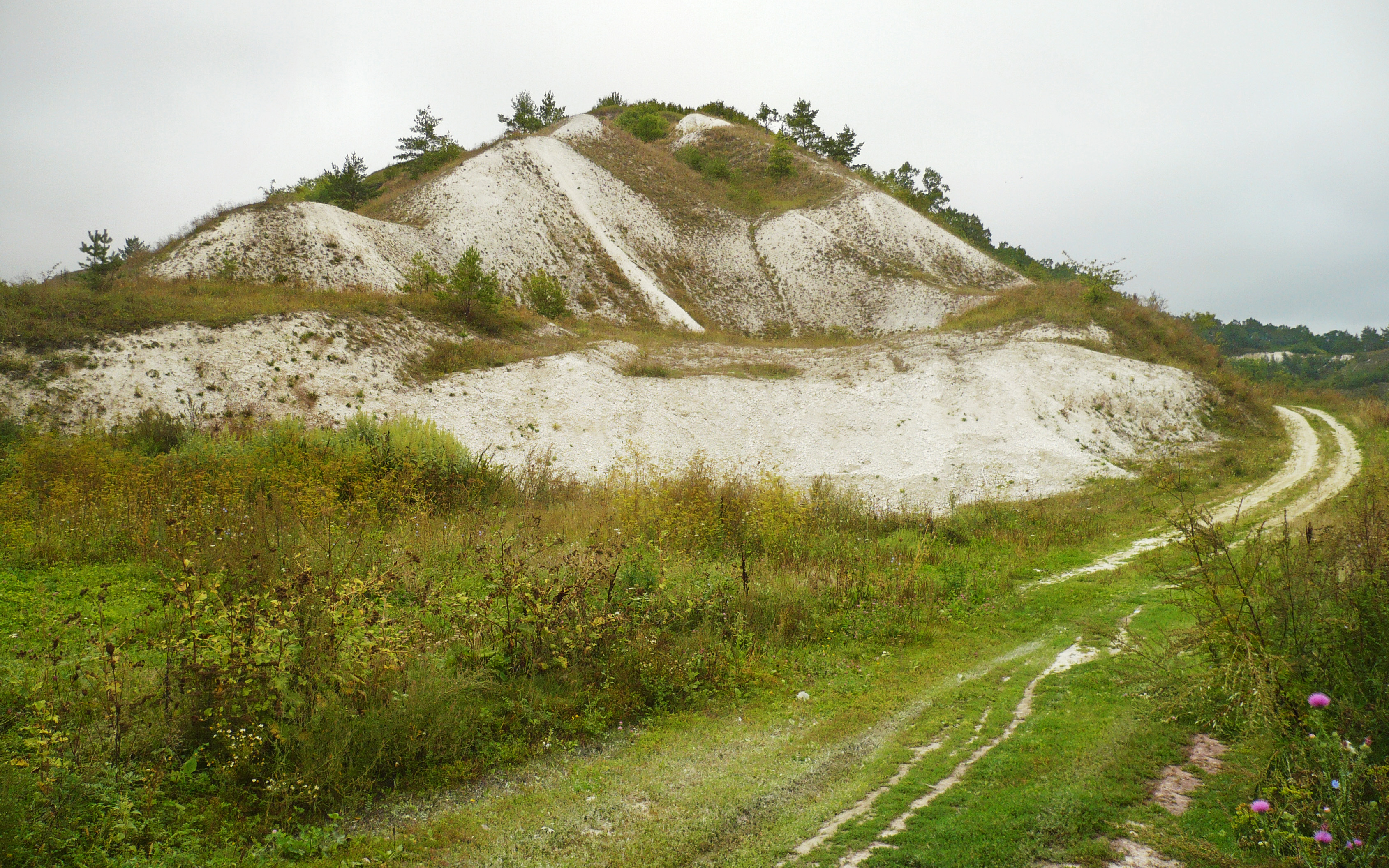
Вид на городище с юга.

## История
Село Дмитриевка в первой половине XVII века называлось Новиково и располагалось чуть севернее на правом высоком берегу реки Короча.
В 1638 году во время очередного набега крымских татар, селение Новиково было разорено, жители угнаны в рабство в Кафу (Феодосию).
В 1646 году на место бывшего Новиково снова пришли русские люди и основали новое поселение Дмитриевка, названной так в честь церкви Святого Дмитрия Солунского, разоренной татарами. Часть жителей села переселяется на левый пологий берег реки Корочи. Жители занимались изготовлением саней, дуг, телег, ткачеством, вышивкой, вязанием. Крепостничества здесь не было.
В 1880 году была основана Дмитриевская церковно-приходская школа, с тремя классами. В ней учились дети села Дмитриевка, деревень Голопятовка, Доброе, слободки, Яблочково. Преподавалось четыре предмета: чтение, письмо, арифметика, закон Божий. Учебный год начинался 1 октября, заканчивался 15-20 апреля. В 1935 году была построена новая школа, в соответствии с требованиям и тех лет. Школа продолжала работать и период Великой Отечественной войны, за исключением 8-ми месяцев оккупации в 1942—1943 годах. В 1961 году школа стала восьмилетней и учились в ней 461 ученика. В разные годы в ней учились: Герой Советского Союза И. Н. Озеров, первый Герой Социалистического труда в Белгородской области И. Р. Руденко, контр-адмирал Черноморского флота В. И. Головин.
Рядим со школой находится деревянное здание старинной церкви, которая строилась с 1873 по 1878 год. Храм строили из морёных брёвен вербы трёхлетней выдержки. Первое богослужение состоялось в ночь с 25 на 26 октября 1887 года. Эти дни считаются престольным праздником села (Дмитриев день). Сейчас здание церкви в запустении.
В селе родился Герой Советского Союза Иван Озеров.

## Достопримечательности
На территории села и рядом имеются достопримечательности:
1. деревянный храм Дмитрия Салунского, с. Дмитриевка, постройка 1878 года;
2. Дмитриевское городище, с. Дмитриевка — памятники археологии;
3. Панский дуб, с. Яблочково — 550-летний дуб, памятник природы.